# Лерала
Лерала (тсвана Lerala) — город в Центральном округе Ботсваны. Находится в тридцати километрах от границы с Зимбабве и в девяноста километрах от ближайшего населённого пункта Палапье. Население Лералы составляет 5 747 человек по состоянию на 2001 год.
Австралийская компания «DiamondEx Limited» планирует начать добычу алмазов в месторождении, находящемся в пятнадцати километрах к северо-западу от города. Месторождение хорошо известно как «Martins Drift Diamond Project», добычей алмазов в нём должны будут заниматься около 230—290 человек, по разным оценкам будет добываться 330 000 карат (66 кг) в год. Ранее предприятие «De Beers» уже работало в том же месте в период с 1998 по 2001 год.